# Smaïl Lif
 (juin 2025).
Motif : Sources ? Notoriété ?
- Archive Wikiwix
- Bing
- Cairn
- DuckDuckGo
- E. Universalis
- Gallica
- Google
- G. Books
- G. News
- G. Scholar
- Persée
- Qwant
- (zh) Baidu
- (ru) Yandex
- (wd) trouver des œuvres sur Wikidata

| 1. | Préciser le motif de la pose du bandeau. | Précisez le motif de la pose du bandeau en utilisant la syntaxe suivante : {{admissibilité à vérifier\|date=juin 2025\|motif=remplacez ce texte par le motif}}                 |
| 2. | Informer les utilisateurs concernés.     | Pensez à avertir le créateur de l'article, par exemple, en insérant le code ci-dessous sur sa page de discussion : {{subst:avertissement admissibilité à vérifier\|Smaïl Lif}} |

Smaïl Lif (arabe : سماعيل ليف) est un producteur et directeur de production  de cinéma né en 1992 à Alger .

## Filmographie

### Films
- 2021 : M9awda[2]

- 2022 : La dernière reine
- 2024 : Frantz Fanon (Doc) [1]
- 2024 : Unknow .
- 2024 : Nya .

### Télévision
- 2019 : Bibich & Bibicha
- 2019 : Rais Korso

## Référence
1. 1 2  « Smaïl Lif - Unifrance », sur www.unifrance.org (consulté le 11 mai 2025)
2. ↑  Film-documentaire.fr, « Smail Lif », sur www.film-documentaire.fr (consulté le 11 mai 2025)